# Bernhard Hollemann

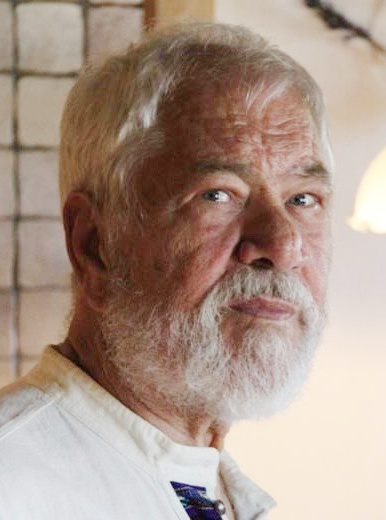
Bernhard Hollemann 2015

Bernhard Hollemann (* 1. August 1935 in Borsum, Landkreis Hildesheim; † 26. März 2020 in Horn (Niederösterreich)) war ein österreichischer Maler und Zeichner.

## Leben

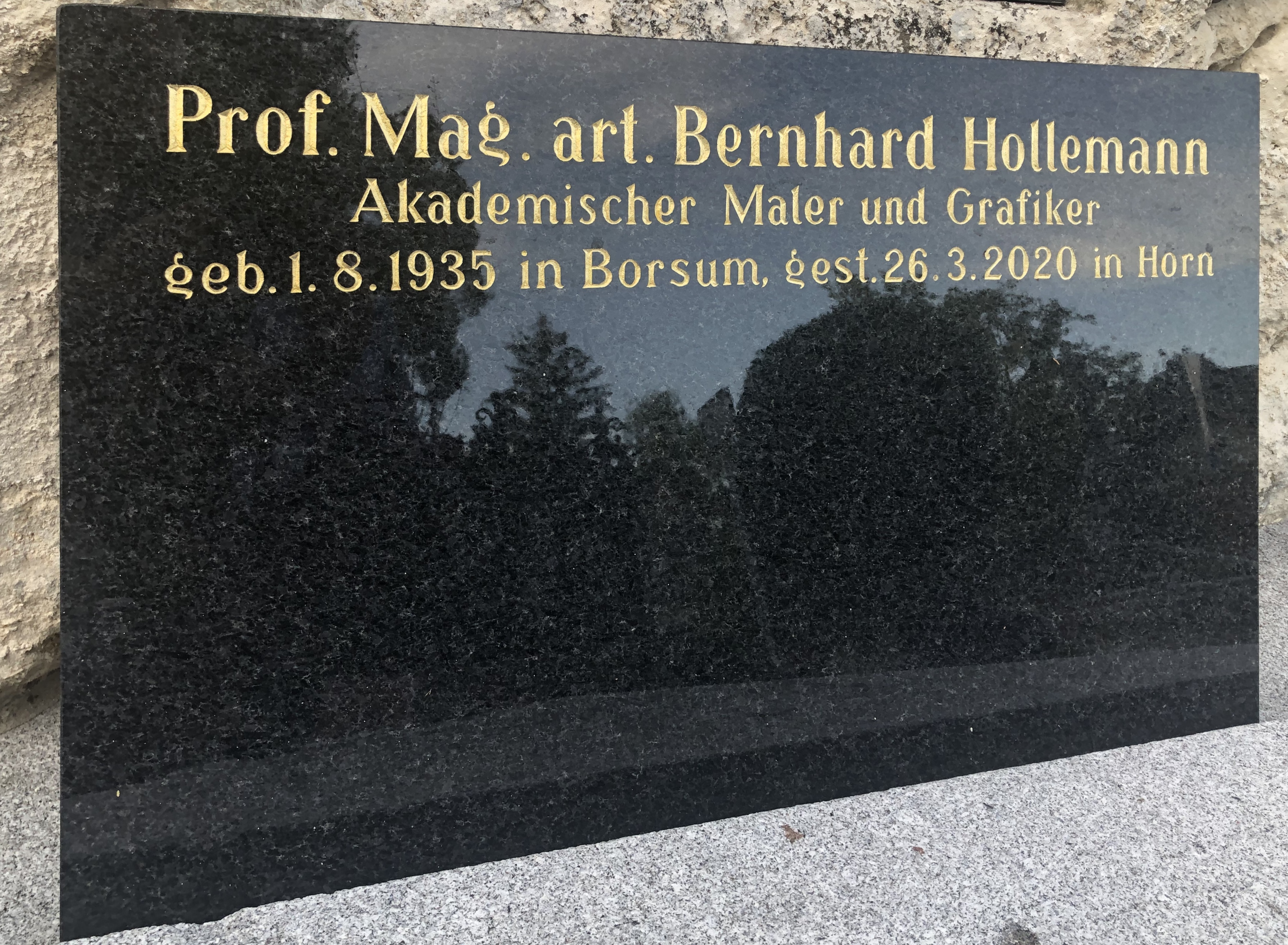
Grabstein von Bernhard Hollemann

Bernhard Hollemann wuchs in Niedersachsen auf und kam 1959 zum Studium nach Österreich. Er studierte an der Akademie der bildenden Künste Wien bei den Professoren R.C. Andersen und H. Boeckl und schloss das Studium mit dem Diplom (Mag. art.) ab. 1973 wurde er österreichischer Staatsbürger, 1989 wurde ihm der Titel Professor verliehen.
Hollemann beteiligte sich an internationalen Kunstmessen und Wettbewerben in Österreich, Deutschland, Italien, Frankreich, Monaco, Bulgarien, Rumänien und an zahlreichen internationalen Symposien in Österreich, Bulgarien und Mazedonien.
Er war Mitglied des Künstlerhauses Wien, des Oberösterreichischen Kunstvereins Linz und des Kunstvereins Baden. Weiters war er Mitglied im Lions-Club Baden-Helenental, den er in künstlerischen Belangen beraten hatte. Bis 2004 leitete er für viele Jahre die Sommerakademie im Stift Geras im Waldviertel, die auf Betreiben des vormaligen Abtes Joachim Angerer begründet wurde.

### Privates
Bernhard Hollemann ehelichte 1967 Christine Baltazzi-Scharschmid, mit welcher er zwei Söhne hatte. Das Ehepaar lebte bis 2005 in Baden bei Wien, und seit 2006 in Limberg bei Maissau.

## Auszeichnungen
Bernhard Hollemann wurde vielfach ausgezeichnet. 1978 erhielt er den Ausstellungspreis der Stadt Wien, 1983 das Silberne Ehrenzeichen für Verdienste um die Republik Österreich, 1985 die Goldene Ehrenmedaille des Künstlerhauses, Wien, 1986 den Theodor-Körner-Preis, im gleichen Jahr den 1. Preis beim Grafik-Wettbewerb des Bundesministeriums für Unterricht und Kunst, Hommage à Kokoschka, 1988 den Preis des Landes Vorarlberg beim 21. Österr. Grafikwettbewerb, 1991 den Kulturpreis der Stadt Baden, 1995 den Grand Prix, den Goldenen Aesop bei der 12. Internationalen Biennale für Humor und Satire, Gabrovo, Bulgarien, 2000 den 1. Preis Museo Ideale Leonardo da Vinci Concorso Internazionale „Ex libris Leonardo da Vinci 2000“, Vinci, Italien, 2005 das Goldene Ehrenzeichen für Verdienste um das Bundesland Niederösterreich, 2007 ehrte ihn das Künstlerhaus Wien mit dem Goldenen Lorbeer für das Lebenswerk und 2010 verlieh ihm die Stadt Baden die Kaiser Friedrich-Medaille.

## Illustrationen
Hollemann illustrierte mehrere Bücher mit Zeichnungen oder Lithografien, darunter
- Schattenwelten, Horn : Ed. Thurnhof, 2008
- Toj projev kosmički, Skopje : Ikon, 2006
- Verbrennt mein Feld, St. Pölten : Literatured. Niederösterreich, 2002
- Die Leiden der alten Wörter, Horn : Ed. Thurnhof, 1998
- Das kleine Mörder-ABC, St. Pölten : Literatured. Niederösterreich, 1999
- Die Eintagsfliege Max, Wiener Neustadt: Merbod, 1988

Kataloge
- Bernhard Hollemann : 7. Juli – 31. Juli 1983, Neue Galerie, Karmeliterhof St. Pölten, St. Pölten : NÖ Dokumentationszentrum für Moderne Kunst, 1983